# Ентоні Старр
Ентоні Старр (англ. Antony Starr; нар. 25 жовтня 1975, Окленд, Нова Зеландія) — новозеландський актор кіно і телебачення.

## Біографія
У Ентоні Старра є дві сестри і чотири племінниці. Будучи підлітком протягом вісімнадцяти місяців жив у Норвегії, де займався сноубордингом. Оплачував Ентоні своє проживання випадковими заробітками, такими як, наприклад, миття посуду. За той час, що він там прожив, Ентоні встиг вивчити норвезьку мову; також він досконало володіє іспанською мовою.

## Кар'єра
Ентоні почав свою кар'єру актора в середині 90-х з невеликих ролей в таких серіалах як «Шортланд-стріт» і «Зена — королева воїнів». У 2001 році отримав роль Тодда, одного з братів Ван дер Велтер, в серіалі «Пік милості». Серіал був закритий у 2003 році, і за цей час він встиг зіграти у 21 епізоді. У 2004 році дебютував в американській комедії «Троє в каное», граючи роль Біллі.

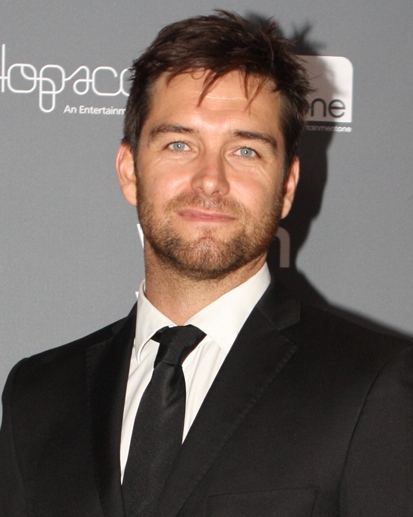
Старр на прем'єрі фільму «Не говори нічого» у 2012 році

У 2005 році Ентоні отримав свою першу головну роль в серіалі «Непристойне везіння». Саме роль в цьому серіалі принесла йому неймовірну популярність. Він був номінований на безліч нагород, а також не сходив з обкладинок численних журналів. Після шести сезонів серіал був закритий у 2010 році. Але Ентоні недовго просидів без роботи, і в 2011 році приєднався до акторського складу австралійської поліцейської драми «На грані», граючи старшого сержанта Чарлі Льюїса. У 2013 році отримав головну роль в американському серіалі «Банші», де він грає роль Лукаса Худа — колишнього ув'язненого і професійного злодія, який привласнює собі особистість шерифа Банші (містечка в Пенсільванії).

## Фільмографія
| Рік         |    | Українська назва      | Оригінальна назва             | Роль                                         |
| ----------- | -- | --------------------- | ----------------------------- | -------------------------------------------- |
| 1995 — 1996 | с  | Ксена: принцеса-воїн  | Xena: Warrior Princess        | Місаса / Девід (S01E10 / S02E03)             |
| 2000 — 2002 | с  | Шортланд-стріт        | Shortland Street              | Стратфорд Вілсон                             |
| 2001 — 2003 | с  | Пік милості           | Mercy Peak                    | Тодд Ван дер Велтер (21 епізод)              |
| 2003        | тф | Пік страху            | Terror Peak                   | Джейсон                                      |
| 2003        | ф  | Шкіра і кістка        | Skin & Bone                   | Сеймур Коллінз                               |
| 2004        | ф  | У будинку мого батька | In My Father's Den            | Гарет                                        |
| 2004        | ф  | Троє в каное          | Without a Paddle              | Біллі                                        |
| 2004        | тф | Не тільки, але завжди | Not Only But Always           | таксист                                      |
| 2005        | с  | Непристойне везіння   | Outrageous Fortune            | Джетро Вест / Ван Вест                       |
| 2005        | ф  | Найпрудкіший Індіан   | The World's Fastest Indian    | Джефф                                        |
| 2006        | ф  | Номер 2               | No. 2                         | Шеллі                                        |
| 2010        | ф  | Після водоспаду       | After the Waterfall           | Джош Дрин                                    |
| 2010        | тф | Шпигуни і брехня      | Spies and Lies                | Сідні Росс                                   |
| 2011        | тф | Блаженство            | Bliss                         | Том Міллс                                    |
| 2011        | с  | На межі               | Rush                          | Чарлі Льюїс (13 епізодів)                    |
| 2012        | ф  | Не говори нічого      | Wish You Were Here            | Джеремі Кінг                                 |
| 2012        | с  | Хитрий бізнес         | Tricky Business               | Метт Слоан (13 епізодів)                     |
| 2013 — 2016 | с  | Банші                 | Banshee                       | Лукас Худ (38 епізодів)                      |
| 2016        | с  | Американська Готика   | American Gothic               | Гарретт (13 епізодів)                        |
| 2019 — 2024 | с  | Хлопаки               | The Boys                      | Хоумлендер (32 епізоди)                      |
| 2022        | мс | Хлопаки: Осатанілі    | The Boys Presents: Diabolical | Хоумлендер (2 епізоди)                       |
| 2023        | ф  | Перекладач            | The Interpreter               | Едді Паркер                                  |
| 2023        | ф  | Павутиння             | Cobweb                        | Марк                                         |
| 2023        | с  | Покоління V           | Gen V                         | Хоумлендер (Епізод: "Guardians of Godolkin") |

## Нагороди й номінації
| Рік                            | Категорія                                  | Робота           | Результат |
| ------------------------------ | ------------------------------------------ | ---------------- | --------- |
| «AACTA Awards»                 |                                            |                  |           |
| 2013                           | Найкраща чоловіча роль другого плану       | Не говори нічого | Перемога  |
| «Critics' Choice Super Awards» |                                            |                  |           |
| 2021                           | Найкращий актор у супергеройському серіалі | Хлопаки          | Перемога  |
| 2021                           | Найкращий злодій у серіалі                 | Хлопаки          | Перемога  |
| «Сатурн»                       |                                            |                  |           |
| 2022                           | Найкращий телеактор                        | Хлопаки          | Номінація |